# القوطية الأمريكية (مسلسل 2016)
القوطية الأمريكية (بالإنجليزية: American Gothic)‏ تدور أحداث المسلسل في منطقه في وسط مركز بوسطن حيث جرائم قتل تقشعر لها الأبدان حيث شخصا ما في وسطهم ويرتبط بسلسلة من جرائم القتل، كما يتم كشف أسرار مذهلة عن الماضي والحاضر ويتصاعد الشك وجنون العظمة أن أحدهم هو القاتل يهدد بتمزيق أسرة على حدة.

## وصلات خارجية
- القوطية الأمريكية على موقع IMDb (الإنجليزية)
- القوطية الأمريكية على موقع ميتاكريتيك (الإنجليزية)
- القوطية الأمريكية على موقع روتن توميتوز (الإنجليزية)
- القوطية الأمريكية على موقع كينوبويسك (الروسية)
- القوطية الأمريكية على موقع ألو سيني (الفرنسية)
- القوطية الأمريكية على موقع قاعدة بيانات الفيلم (الإنجليزية)